# Калиновка (Федоровський район)
Кали́новка (каз. Калиновка) — село у складі Федоровського району Костанайської області Казахстану. Входить до складу Пішковського сільського округу.
Населення — 142 особи (2021; 217 у 2009, 266 у 1999, 367 у 1989).